# 비데야 판스링감
위타야 빤싱암(태국어: วิทยา ปานศรีงาม, 영어: Vithaya Pansringarm, 1959년 8월 11일 ~ )은 태국의 배우이다.
방콕에서 태어났다.

## 출연 작품
- 다만 악에서 구하소서 (2020년) - 란 역
- 프레이: 인간사냥 (2018년)
- 사무이의 노래 (2017년)
- 어 프레이어 비포 던 (2017년)
- 틸 위 미트 어게인 (2016년)
- 숲 (2015년)
- 리버 (2015년)
- 더 라스트 엑시큐셔너 (2014년)
- 닌자2: 섀도우 어쌔신 (2013년)
- 온리 갓 포기브스 (2013년) - 챙 역
- 마인드펄니스 앤 머더 (2011년) - 파더 아난다 역
- 라르고 윈치 2 (2011년)
- 행오버 2 (2011년) - 미니스터 역
- 내 남자친구는 왕자님 4 - 엘리펀트 어드벤처 (2010년)